# Valeriana flaccidissima
Valeriana flaccidissima är en kaprifolväxtart som beskrevs av Carl Maximowicz. Valeriana flaccidissima ingår i släktet vänderötter, och familjen kaprifolväxter. Inga underarter finns listade i Catalogue of Life.

## Bildgalleri

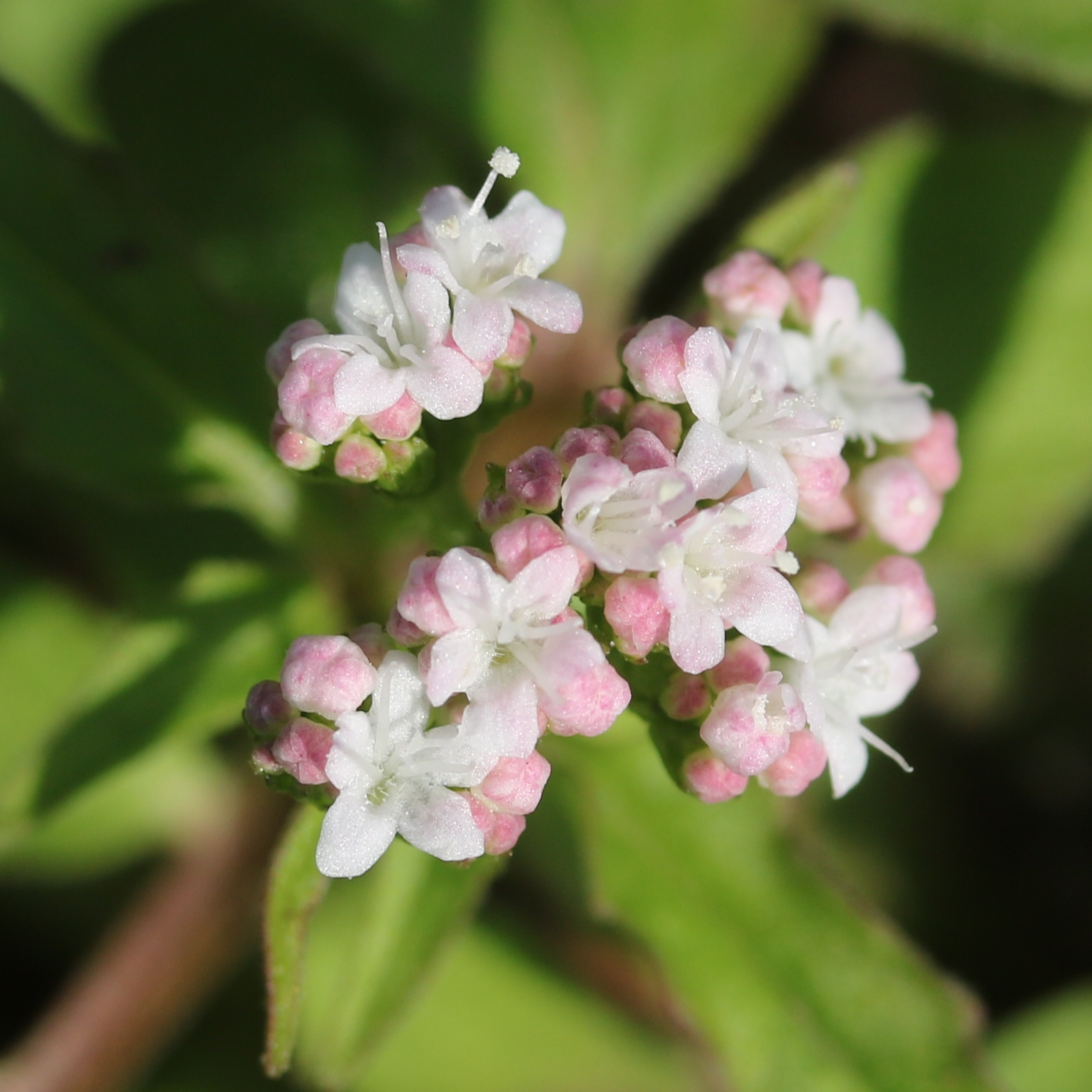
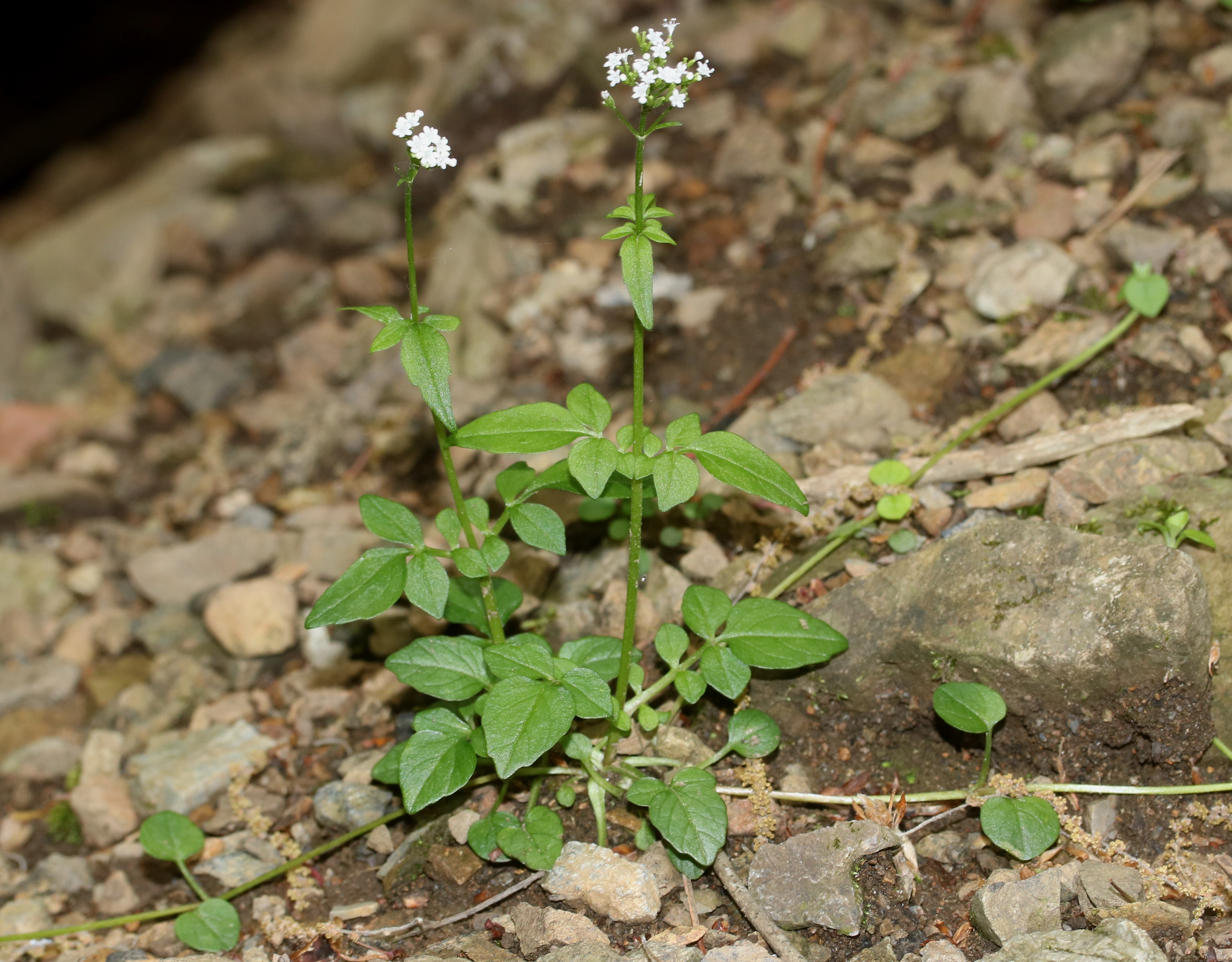